# Triodontella brunneipennis
Triodontella brunneipennis är en skalbaggsart som beskrevs av Sahlberg 1908. Triodontella brunneipennis ingår i släktet Triodontella och familjen Melolonthidae. Inga underarter finns listade i Catalogue of Life.